# AKB48 37th 싱글 선발 총선거
AKB48 37th 싱글 선발 총선거(일본어: AKB48 37thシングル選抜総選挙 エーケービーフォーティエイト サーティセブンスシングルせんばつそうせんきょ[*])는 AKB48의 37번째 CD 싱글에 참여하는 선발 멤버를 팬들의 투표로 결정하는 이벤트이다. 이 선거의 상위 16위까지의 멤버가 2014년 8월 27일부터 발매될 예정인 37번째 싱글 〈마음의 플래카드〉(心のプラカード)의 선발 멤버가 되었다.

## 개요
선거의 실시는 2014년 3월 22일 AKB48 공식 블로그 및 AKB48 오피셜 사이트에서 발표되었다.
이번 총선에서는 이전과 같이 입후보제를 채용하는 것으로 결정됐지만 지난 총선과는 달리 이적 멤버를 제외하고 졸업 멤버는 입후보 대상에서 제외되었다.
투표 기간은 2014년 5월 20일 10시 00분 00초(JST)부터 동년 6월 6일 14시 59분 59초(JST)까지.
최종 결과가 발표되는 개표 이벤트는 2014년 6월 7일 도쿄도 조후시 도쿄 스타디움에서 실시되었다. 회장의 사회 진행은 토쿠미츠 카즈오와 키사 아야코.
또한 같은 해 5월 25일 이와테현 다키자와시 이와테 산업 문화 센터에서 개최된 악수회 이벤트에서 발생한 상해 사건의 영향으로 총 106명의 수하물 검사원을 배치, 총 122대의 핸디 타입의 금속 탐지기를 도입하여 엄격한 심사를 한 결과 입장 시작 시간을 당초 예정보다 1시간 앞당겼지만 관객의 입장이 지연되어 개표 발표 전의 라이브는 45분 지연된 12시 15분에 시작되었다. 우천도 영향을 미쳐 당초 라이브에서 37곡을 2시간 이상 선보일 예정이었으나 12곡으로 줄어들었다. 회장인 도쿄 스타디움은 J리그 경기 시 조후 시 경찰서의 경찰관 20여명이 배치되지만 본 행사에서는 두 배 이상인 50명이 투입되어 경비를 섰고, 팬들도 자발적으로 보안에 협력했다.
<AKB48 X LINE>의 콜라보레이션 프로젝트로 이번 총선의 선발 멤버 상위 16명의 LINE 스탬프가 생성된다. 또한 <AKB48 X 바이토루>라는 콜라보레이션 프로젝트로 선발 멤버 상위 7명인 '카미7'을 예상하는 캠페인을 실시하고 적중할 경우 호화 상품이 추첨으로 수여된다.

## 방송 일정
개표 이벤트의 과정은 BS스카파!와 후지TV 계열에서 생중계되었다. BS스카파의 진행은 엔도 쇼조와 카나리아가 담당했다. 후지TV에서는 후지TV와 후지TV 신히로시마에서 17시부터 17시 30분까지의 제1부와 제2부의 2부 편성으로 총 5시간 10분을, 일부 계열국에서는 18시 30분부터 23시 10분까지 4시간 40분, 간사이 테레비, 니가타 종합TV, 테레비 미야쟈키, 오키나와 텔레비전에서는 《토요 프리미엄》의 부분인 19시부터 23시 10분까지 4시간 10분을 〈AKB48 제6회 선발 총선거 생방송 스페셜〉로 방송했다. 방송 도중(1위 발표에서 무대의 도중)에 《FNN NEWS Fick up》을 포함해 구성했다. 그러나 테레비 오이타는 6월 8일 0시 58분부터 5시 10분(심야 24시 58분부터 다음날 새벽 5시 10분)까지 4시간 12분의 녹화 방송(시차넷)을 했다. 도쿄 스타디움에 특설 스튜디오를 설치하고 이전 회부터 계속해 미야네 세이지와 카토 아야코가 사회를 담당했으며 게스트로 세키네 츠토무, 오오쿠보 카요코, 릴리 프랭키, 그리고 6월 9일 AKB48을 졸업하는 오오시마 유코가 출연했다. 음성 다중 방송을 실시하고 부음성은 장내 오디오 전용으로 제공되었다. 또한 이전 회에 계속해 퀴즈 계획을 실시했는데 이전 회에는 속보 1위였던 사시하라의 최종 순위를 예상하는 〈사시하라 리노는 과연 몇 위가 될까? 예상〉이었지만 이번 회에는 선발 멤버 16명을 1위부터 16위까지 한 사람의 차이도 없이 완벽하게 맞추는 16연단 예상 퀴즈를 실시했다. 예상 적중자에게는 총 200만 엔이 수여되며, 여러 당선자의 경우 금액이 낮아지지만 적중자는 나오지 않았다. 캐치 카피는 〈천하는, 우리의 나라에, 찾아온다〉. 1위를 차지한 와타나베 마유는 6월 9일 메자마시 테레비에 생방송 출연했다.
또한 NHK가 BS 프리미엄에서 같은 날 23시 30분부터 방송한 《AKB48 SHOW!》는 요시다 카즈타카의 진행에 의한 생방송을 실시했고 본 선거에서 1위를 차지한 와타나베 마유가 출연했다. 다이제스트 형식이라고 해도, NHK가 선발 총선거 개표 이벤트 당일에 생중계를 실시한 것은 이번이 처음이었다. 프로그램 종료 직전에는 1위를 차지한 특전으로서 특별편 《와타나베 마유 SHOW!》를 제작, 방송하는 것이 발표되었다.

## 투표 유자격자
- 36th 싱글 〈래브라도 리트리버〉(ラブラドール・レトリバー)의 초회 한정반·통상반·극장반 구매자
- AKB48 공식 팬클럽 '두 기둥의 모임' 회원
- 다음 그룹 공식 휴대 사이트 회원
  - AKB48 Mobile
  - SKE48 Mobile
  - NMB48 Mobile
  - HKT48 Mobile
- DMM.com이 제공하는 다음의 월간 동영상 서비스 회원
  - 「AKB48 LIVE! ON DEMAND」
  - 「SKE48 LIVE! ON DEMAND」
  - 「NMB48 LIVE! ON DEMAND」
  - 「HKT48 LIVE! ON DEMAND」

## 피선거권자
다음의 조건 중 하나를 충족하는 멤버가 소정의 신청서를 작성, 각 극장의 선거 실행위원회에 제출하여 출마하는 것으로 피선거권이 주어진다.
- AKB48·SKE48·NMB48·HKT48에 재적 중인 멤버(2014년 3월 22일의 시점까지 졸업 발표를 한 멤버[1] 제외)
- 해외 그룹으로 이적한 전 AKB48 멤버(나카가와 하루카, 치카노 리나)

## 후보자
입후보 기간 : 2014년 3월 31일 16:30 ~ 4월 6일 23:00

후보 : 296명

불참 : 14명
여기서 다음의 소속 팀은 2014년 4월 6일 기준. 각 팀의 후보자 수는 겸임 멤버의 수를 포함한다.

### AKB48
- 팀A(22명)

이치카와 마나미, 이리야마 안나, 이와타 카렌, 카와에이 리나, 코지마 나츠키, 코지마 하루나, 시마자키 하루카, 타카하시 미나미, 타키타 카요코, 타츠야 마키호, 나카타 치사토, 나카니시 치요리, 나카무라 마리코, 니시야마 레나, 후지타 나나, 후루하타 나오(SKE48 팀KII 겸임), 마에다 아미, 마츠이 사키코, 미야와키 사쿠라(HKT48 팀KIV 겸임), 무토 토무, 모리카와 아야카, 야구라 후코(NMB48 팀M 겸임)
- 팀K(21명)

아이가사 모에, 아베 마리아, 이시다 하루카, 이와사 미사키, 우치다 마유미, 키타하라 리에, 코지마 마코, 코다마 하루카(HKT48 팀H 겸임), 코바야시 카나, 고토 모에, 시마다 하루카, 시모구치 히나나, 스즈키 시호리, 스즈키 마리야(SNH48 팀SII 겸임), 타노 유카, 나가오 마리야, 마츠이 쥬리나(SKE48 팀S 겸임), 미야자키 미호, 야마모토 사야카(NMB48 팀N 겸임), 유모토 아미, 요코야마 유이
- 팀B(23명)

이코마 리나(노기자카46 겸임), 이즈타 리나, 우치야마 나츠키, 우메타 아야노, 오오시마 료카, 오오야 시즈카, 오오와다 나나, 오가사와라 마유, 카시와기 유키(NMB48 팀N 겸임), 카와모토 사야, 쿠라모치 아스카, 타카죠 아키, 타카하시 쥬리, 타케우치 미유, 타나베 미쿠, 토모나가 미오(HKT48 팀KIV 겸임), 나토리 와카나, 노자와 레나, 하시모토 히카리, 히라타 리나, 후쿠오카 세이나, 요코시마 아에리, 와타나베 마유
- 팀4(23명)

이와타테 사호, 오오카와 리오, 오오모리 미유, 오카다 아야카, 오카다 나나, 카토 레나, 키자키 유리아, 키타자와 사키, 코타니 리호(NMB48 팀N 겸임), 코바야시 마리나, 코미야마 하루카, 사사키 유카리, 사토 키아라, 시노자키 아야나, 시부야 나기사(NMB48 팀BII 겸임), 타카시마 유리나, 츠치야스 미즈키, 니시노 미키, 마에다 미츠키, 미네기시 미나미, 무카이치 미온, 무라야마 유이리, 모기 시노부
- 팀8(47명)

아베 메이, 이와사키 모에카, 오오타 나오, 오오니시 모모카, 오카베 린, 오구리 유이, 오다 에리나, 키타 레이나, 교텐 유리나, 쿠라노오 나루미, 콘도 모에리, 사카구치 나기사, 사토 아카리, 사토 시오리, 사토 나나미, 시타오 미우, 시미즈 마리아, 시모아오키 카린, 타카오카 카오루, 타카하시 아야네, 타구치 모카, 타니 유이리, 타니카와 히지리, 쵸 쿠레나, 나카노 이쿠미, 나가노 세리나, 하시모토 하루나, 하마사 유나, 하마마츠 리오나, 하야사카 츠구미, 히다리토모 아카네, 히토미 코토네, 히로세 나츠키, 후쿠치 레나, 후지무라 나츠키, 혼다 히토미, 모기 카스미, 모리와키 유이, 미야자토 리라, 야마다 나나미, 야마모토 아이, 야마모토 루카, 요코미치 유리, 요시카와 나나세, 요시노 미유, 요코야마 유이, 오쿠부라 치나츠

### SKE48
- 팀S(15명)

아즈마 리온, 오오야 마사나, 키타가와 료하, 사토 미에코, 타케우치 마이, 타나카 나츠미(HKT48 팀H 겸임), 츠즈키 리카, 후타무라 하루카, 마츠이 쥬리나(AKB48 팀K 겸임), 마츠모토 치카코, 미야자와 사에(SNH48 팀SII 겸임), 미야마에 아미, 야카타 미키, 야마우치 스즈란, 와타나베 미유키(NMB48 팀BII 겸임)
- 팀KII(18명)

아비루 리호, 아라이 유키, 이시다 안나, 우치야마 미코토, 에고 유나, 오오바 미나, 키타노 루카, 키노시타 유키코, 고도 사키, 소다 사리나, 타카기 유마나, 타카야나기 아카네(NMB48 팀BII 겸임), 히다카 유즈키, 후루카와 아이리, 후루하타 나오(AKB48 팀A 겸임), 야마시타 유카리, 야마다 나나(NMB48 팀M 겸임), 야마다 미즈호
- 팀E(19명)

이소하라 쿄카, 이치노 나루미, 이와나가 츠구미, 우메모토 마도카, 오오와키 아리사, 키모토 카논(HKT48 팀KIV 겸임), 쿠마자키 하루카, 코이시 쿠미코, 코바야시 아미, 사이토 마키코, 사카이 메이, 사토 스미레, 시바타 아야, 스다 아카리, 타카테라 사나, 타니 마리카, 후쿠시 나오, 마츠이 레나(노기자카46 겸임), 야마다 레이카
- 연구생(11명)

마츠무라 카오리, 이누즈카 아사나, 오기노 리사, 아오키 시오리, 이다 레오나, 카마타 나츠키, 고토 마유코, 사사키 유카, 타케우치 사키, 노구치 유메, 야마다 쥬나

### NMB48
- 팀N(18명)

오오타 유리, 카시와기 유키(AKB48 팀B 겸임), 카토 유카, 키시노 리카, 코노 사키, 코가 나루미, 코타니 리호(AKB48 팀4 겸임), 죠니시 케이, 스토 리리카, 니시무라 아이카, 무라시게 안나(HKT48 팀KIV 겸임), 무로 카나코, 야마우치 츠바사, 야마기시 나츠미, 야마구치 유우키, 야마모토 사야카(AKB48 팀K 겸임), 요기 케이라, 요시다 아카리
- 팀M(17명)

아즈마 유키, 이시즈카 아카리, 오키타 아야카, 카와카미 레나, 쿠시로 리나, 콘노 리나, 시로마 미루, 타카노 유이, 타케이 사라, 타니가와 아이리, 후지에 레이나, 미우라 아리사, 미타 마오, 무라카미 아야카, 무라세 사에, 야구라 후코(AKB48 팀A 겸임), 야마다 나나(SKE48 팀KII 겸임)
- 팀BII(17명)

이지리 안나, 이소 카나에, 이치카와 미오리, 우메다 미레이, 우메다 아야카, 카도와키 카나코, 카미에다 에미카, 카와카미 치히로, 키노시타 하루나, 쿠사카 코노미, 쿠로카와 하즈키, 시부야 나기사(AKB48 팀4 겸임), 타카야나기 아카네(SKE48 팀KII 겸임), 나이키 코코로, 하야시 모모카, 야부시타 슈, 와타나베 미유키(SKE48 팀S 겸임)
- 연구생(13명)

이시다 유미, 우노 미즈키, 니시자와 루리나, 타카야마 리코, 아카시 나츠코, 오단 마이, 테루이 호노카, 나카노 레이나, 마츠오카 치호, 마츠무라 메구미, 모리타 아야카, 야마오 리나, 죠 에리코

### HKT48
- 팀H(20명)

아키요시 유카, 아나이 치히로, 이노우에 유리야, 우이 마시로, 우에노 하루카, 오카모토 나오코, 코지나 유이, 코다마 하루카(AKB48 팀K 겸임), 코다마 히로카, 사카구치 리코, 사시하라 리노(HKT48 극장 지배인 겸임), 타시마 메루, 타나카 나츠미(SKE48 팀S 겸임), 타나카 미쿠, 마츠오카 나츠미, 야부키 나코, 야마모토 마오, 야마다 마리나, 와카타베 하루카
- 팀KIV(20명)

이토 라이라, 이마다 미나, 이와하나 시노, 우에키 나오, 오오타 아이카, 오카다 칸나, 키모토 카논(SKE48 팀E 겸임), 쿠사바 마나미, 쿠마자와 세리나, 고토 이즈미, 시모노 유키, 타나카 유카, 토미요시 아스카, 토모나가 미오(AKB48 팀B 겸임), 후카가와 마이코, 후치가미 마이, 미야와키 사쿠라(AKB48 팀A 겸임), 무라시게 안나(NMB48 팀N 겸임), 모토무라 아오이, 모리야스 마도카
- 연구생(7명)

아라마키 미사키, 쿠리하라 사에, 사카모토 에레나, 츠츠이 리코, 호카조노 하즈키, 야마우치 유나, 야마시타 에미리

### JKT48
- 팀J(1명)

나카가와 하루카

### SNH48
- 팀SII(2명)

스즈키 마리야(AKB48 팀K 겸임), 미야자와 사에(SKE48 팀S 겸임)

### 불출마
★는 개표 당일 시점에서 AKB48 그룹으로부터 졸업이 결정된 멤버(시기 미정 포함)

#### AKB48
- 팀A(2명)

★카타야마 하루카, ★키쿠치 아야카

#### SKE48
- 팀S(3명)

★카네코 시오리, 고토 리사코, 나카니시 유카
- 팀KII(3명)

카토 토모코, 타카츠카 나츠키, 미즈노 호노카
- 팀E(3명)

★이구치 시오리, 카토 루미
- 연구생(1명)

소라 미유카

#### NMB48
- 팀M(2명)

★아카자와 호노, 키노시타 모모카

#### JKT48
- JKT48(1명)

치카노 리나

## 당선 순위
이전 64명에서 80명으로 증가했다. 1위에서 16위까지의 16명이 표제 곡의 선발 멤버가 된다. 17위부터 32위의 16명은 언더걸스, 33위부터 48위의 16명은 넥스트걸스, 49위에서 64위의 16명이 퓨처걸스로 각각의 곡에 참여한다. 또한 65위에서 80위의 업커밍걸스가 신설되었다.

## 결과
총 투표 수는 268만 9427표로 전년 대비 약 4만 2580표가 증가해 지난 6회를 통틀어 최다가 되었다. 싱글 선발에서는 AKB48 멤버로서 다른 자매의 그룹 겸임이 없는 멤버가 6명으로, NMB48 겸임인 카시와기 유키를 포함해도 7명으로 처음으로 절반을 넘지 못했다. 전체적으로는 전년 64명 중 6명이 랭크인했던 HKT48이 80명 중 13명이 랭크인하여 크게 증가했다. 한편 1위인 와타나베 마유가 획득한 15만 9854표는 이전 회의 사시하라 리노가 기록했던 15만 570표를 크게 웃돌며 2014년 시점의 투표 시스템에서는 최다 득표 수가 되었다.
※아래의 표 중 '노기'는 노기자카46, 'S연'은 SKE48 연구생을 각각 나타낸다.
| 순위                                    | 이름              | 소속        | 득표수   | 속보    | 속보 | 전회 순위 | 과거 최고 순위 |
| 순위                                    | 이름              | 소속        | 득표수   | 득표수  | 순위 | 전회 순위 | 과거 최고 순위 |
| --------------------------------------- | ----------------- | ----------- | -------- | ------- | ---- | --------- | -------------- |
| 1위                                     | 와타나베 마유     | 팀B         | 159854표 | 25283표 | 2위  | 3위       | 2위            |
| 2위                                     | 사시하라 리노     | 팀H         | 141954표 | 37582표 | 1위  | 1위       | 1위            |
| 3위                                     | 카시와기 유키     | 팀B/팀N     | 104364표 | 17266표 | 4위  | 4위       | 3위            |
| 4위                                     | 마츠이 쥬리나     | 팀S/팀K     | 90910표  | 23012표 | 3위  | 6위       | 6위            |
| 5위                                     | 마츠이 레나       | 팀E/노기    | 69790표  | 14897표 | 6위  | 7위       | 7위            |
| 6위                                     | 야마모토 사야카   | 팀N/팀K     | 67916표  | 14798표 | 7위  | 14위      | 14위           |
| 7위                                     | 시마자키 하루카   | 팀A         | 67591표  | 15514표 | 5위  | 12위      | 12위           |
| 8위                                     | 코지마 하루나     | 팀A         | 62899표  | 8177표  | 17위 | 9위       | 6위            |
| 9위                                     | 타카하시 미나미   | 팀A         | 57388표  | 9005표  | 13위 | 8위       | 5위            |
| 10위                                    | 스다 아카리       | 팀E         | 48182표  | 8114표  | 18위 | 16위      | 16위           |
| 11위                                    | 미야와키 사쿠라   | 팀KIV/팀A   | 45538표  | 7963표  | 20위 | 26위      | 26위           |
| 12위                                    | 미야자와 사에     | 팀SII/팀S   | 44749표  | 8273표  | 16위 | 10위      | 9위            |
| 13위                                    | 요코야마 유이     | 팀K         | 40232표  | 9505표  | 12위 | 13위      | 13위           |
| 14위                                    | 이코마 리나       | 노기/팀B    | 40089표  | 3510표  | 56위 | -         | -              |
| 15위                                    | 시바타 아야       | 팀E         | 39264표  | 12340표 | 8위  | 17위      | 17위           |
| 16위                                    | 카와에이 리나     | 팀A         | 39120표  | 4057표  | 45위 | 25위      | 25위           |
| 이상 16명 선발 멤버                     |                   |             |          |         |      |           |                |
| 17위                                    | 마츠무라 카오리   | S연         | 37967표  | 12190표 | 9위  | 24위      | 24위           |
| 18위                                    | 와타나베 미유키   | 팀BII/팀S   | 36108표  | 6276표  | 25위 | 15위      | 15위           |
| 19위                                    | 키타하라 리에     | 팀K         | 34666표  | 8584표  | 15위 | 21위      | 13위           |
| 20위                                    | 이리야마 안나     | 팀A         | 34002표  | 2871표  | 77위 | 30위      | 30위           |
| 21위                                    | 코다마 하루카     | 팀H/팀K     | 33545표  | 9879표  | 10위 | 37위      | 37위           |
| 22위                                    | 미네기시 미나미   | 팀4         | 33162표  | 4504표  | 41위 | 18위      | 14위           |
| 23위                                    | 키자키 유리아     | 팀4         | 30154위  | 6359위  | 24위 | 22위      | 22위           |
| 24위                                    | 무토 토무         | 팀A         | 30097표  | 3973표  | 47위 | 45위      | 45위           |
| 25위                                    | 모리야스 마도카   | 팀KIV       | 27054표  | 9562표  | 11위 | 권외      | -              |
| 26위                                    | 타카죠 아키       | 팀B         | 24415표  | 3315표  | 64위 | 20위      | 12위           |
| 27위                                    | 토모나가 미오     | 팀KIV/팀B   | 23766표  | 7114표  | 22위 | 59위      | 59위           |
| 28위                                    | 타카하시 쥬리     | 팀B         | 23612표  | 7469표  | 21위 | 권외      | -              |
| 29위                                    | 야마다 나나       | 팀M/팀KII   | 23299표  | 6100표  | 26위 | 28위      | 28위           |
| 30위                                    | 오오야 마사나     | 팀S         | 21984표  | 5133표  | 33위 | 29위      | 24위           |
| 31위                                    | 타카야나기 아카네 | 팀KII/팀BII | 21972표  | 4945표  | 37위 | 23위      | 23위           |
| 32위                                    | 카토 레나         | 팀4         | 21877표  | 6437표  | 23위 | 권외      | -              |
| 이상 16명 언더걸스                      |                   |             |          |         |      |           |                |
| 33位                                    | 후지에 레이나     | 팀M         | 20956표  | 권외    | 권외 | 32위      | 32위           |
| 34위                                    | 후타무라 하루카   | 팀S         | 20881표  | 8755표  | 14위 | 권외      | -              |
| 35위                                    | 우메다 아야카     | 팀BII       | 20658표  | 5000표  | 36위 | 19위      | 16위           |
| 36위                                    | 코지마 마코       | 팀K         | 20415표  | 5132표  | 34위 | 권외      | -              |
| 37위                                    | 후루카와 아이리   | 팀KII       | 19315표  | 4143표  | 44위 | 27위      | 27위           |
| 38위                                    | 타시마 메루       | 팀H         | 18875표  | 4021표  | 46위 | 55위      | 55위           |
| 39위                                    | 아나이 치히로     | 팀H         | 18825표  | 5849표  | 28위 | 권외      | -              |
| 40위                                    | 키노시타 유키코   | 팀KII       | 18822표  | 권외    | 권외 | 권외      | -              |
| 41위                                    | 야구라 후코       | 팀M/팀A     | 18596표  | 권외    | 권외 | 44위      | 44위           |
| 42위                                    | 오오타 아이카     | 팀KIV       | 18143표  | 3767표  | 50위 | 43위      | 20위           |
| 43위                                    | 시로마 미루       | 팀M         | 17745표  | 4144표  | 43위 | 권외      | -              |
| 44위                                    | 이소하라 쿄카     | 팀E         | 17616표  | 7981표  | 19위 | 58위      | 58위           |
| 45위                                    | 타노 유카         | 팀K         | 17608표  | 3026표  | 71위 | 38위      | 38위           |
| 46위                                    | 이와나가 츠구미   | 팀E         | 17479표  | 5761표  | 29위 | 권외      | -              |
| 47위                                    | 사사키 유카리     | 팀4         | 16726표  | 5146표  | 32위 | 권외      | -              |
| 48위                                    | 모토무라 아오이   | 팀KIV       | 16449표  | 4821표  | 38위 | 권외      | -              |
| 이상 16명 넥스트걸스                    |                   |             |          |         |      |           |                |
| 49위                                    | 이와사 미사키     | 팀K         | 16100표  | 5490표  | 30위 | 56위      | 33위           |
| 50위                                    | 키모토 카논       | 팀E/팀KIV   | 16022표  | 3332표  | 62위 | 31위      | 31위           |
| 51위                                    | 오카다 나나       | 팀4         | 15873표  | 3145표  | 67위 | 권외      | -              |
| 52위                                    | 쿠라모치 아스카   | 팀B         | 15443표  | 3194표  | 66위 | 36위      | 21위           |
| 53위                                    | 이치카와 미오리   | 팀BII       | 15045표  | 3608표  | 52위 | 57위      | 39위           |
| 54位                                    | 야마다 미즈호     | 팀KII       | 14942표  | 5163표  | 31위 | 권외      | -              |
| 55위                                    | 후루하타 나오     | 팀KII/팀A   | 14634표  | 3354표  | 61위 | 권외      | -              |
| 56위                                    | 오오바 미나       | 팀KII       | 14555표  | 4260표  | 42위 | 48위      | 35위           |
| 57위                                    | 이시다 하루카     | 팀K         | 14358표  | 2809표  | 80위 | 46위      | 27위           |
| 58위                                    | 죠니시 케이       | 팀N         | 14194표  | 3417표  | 59위 | 40위      | 40위           |
| 59위                                    | 야부시타 슈       | 팀BII       | 14119표  | 3884표  | 48위 | 49위      | 49위           |
| 60위                                    | 사카구치 리코     | 팀H         | 12937표  | 5079표  | 35위 | 권외      | -              |
| 61위                                    | 코타니 리호       | 팀N/팀4     | 12913표  | 4526위  | 40위 | 권외      | -              |
| 62위                                    | 니시노 미키       | 팀4         | 12824표  | 권외    | 권외 | 권외      | -              |
| 63위                                    | 우치야마 나츠키   | 팀B         | 12749표  | 3324위  | 63위 | 권외      | -              |
| 64위                                    | 마츠오카 나츠미   | 팀H         | 12569표  | 3481표  | 57위 | 권외      | -              |
| 이상 16명 퓨처걸스 이하 16명 업커밍걸스 |                   |             |          |         |      |           |                |
| 65위                                    | 나가오 마리야     | 팀K         | 12448표  | 권외    | 권외 | 35위      | 35위           |
| 66위                                    | 이와타테 사호     | 팀4         | 11873표  | 3751표  | 51위 | 권외      | -              |
| 67위                                    | 무라시게 안나     | 팀KIV/팀N   | 11586표  | 권외    | 권외 | 권외      | -              |
| 68위                                    | 우메모토 마도카   | 팀E         | 11538표  | 2973표  | 74위 | 39위      | 39위           |
| 69위                                    | 야마우치 스즈란   | 팀S         | 11510표  | 4734표  | 39위 | 61위      | 36위           |
| 70위                                    | 마에다 아미       | 팀A         | 11117표  | 3209표  | 65위 | 53위      | 37위           |
| 71위                                    | 타나베 미쿠       | 팀B         | 11041표  | 권외    | 권외 | 권외      | -              |
| 72위                                    | 요시다 아카리     | 팀N         | 10982표  | 권외    | 권외 | 50위      | 50위           |
| 73위                                    | 야카타 미키       | 팀S         | 10733표  | 권외    | 권외 | 권외      | 62위           |
| 74위                                    | 아비루 리호       | 팀KII       | 10092표  | 3545표  | 54위 | 권외      | -              |
| 75위                                    | 사이토 마키코     | 팀E         | 10089표  | 3010표  | 72위 | 42위      | 42위           |
| 76위                                    | 오가사와라 마유   | 팀B         | 9946표   | 권외    | 권외 | 54위      | 54위           |
| 77위                                    | 코바야시 아미     | 팀E         | 9931표   | 3471표  | 58위 | 47위      | 47위           |
| 78위                                    | 미야자키 미호     | 팀K         | 9674표   | 3372표  | 60위 | 권외      | 18위           |
| 79위                                    | 코마다 히로카     | 팀H         | 9609표   | 6056표  | 27위 | 권외      | -              |
| 80위                                    | 오오시마 료카     | 팀B         | 9561표   | 3030표  | 70위 | 권외      | -              |

### 속보에서는 80위 이내였으나 최종 결과가 권외에 속한 멤버
- 오카모토 나오코(팀H) - 속보 49위(3778표)
- 미야마에 아미(팀S) - 속보 53위(3599표)
- 타니가와 아이리(팀M) - 속보 55위(3514표)
- 히라타 리나(팀B) - 속보 67위(3145표)
- 타카노 유이(팀M) - 속보 69위(3100표)
- 코바야시 카나(팀K) - 속보 73위(2998표)
- 쿠마자키 하루카(팀E) - 속보 75위(2904표)
- 우에키 나오(팀KIV) - 속보 76위(2895표)
- 키타가와 료하(팀S) - 속보 78위(2866표)
- 모기 시노부(팀4) - 속보 79위(2815표)